# 新河镇 (邳州市)
新河镇，是中华人民共和国江苏省徐州市邳州市下辖的一个乡镇级行政单位。

## 行政区划
新河镇下辖以下地区：
新河村、胡圩村、镇南村、梨园村、陈集村、杲楼村、薛湖村、闫老庄村、袁场村、陈滩村、栗沟村、街西村、牌坊村、龙化村、罗堂村、酒店村、程圩村、朱庄村和杨楼村。